# 1957 en Lorraine
Chronologie de la Lorraine
- 1953
- 1954
- 1955
- 1956
- 1957
- 1958
- 1959
- 1960
- 1961

Cette page est une liste d'événements qui se sont produits durant l'année 1957 en Lorraine.

## Éléments de contexte
- Création de la CEE[1].

## Événements

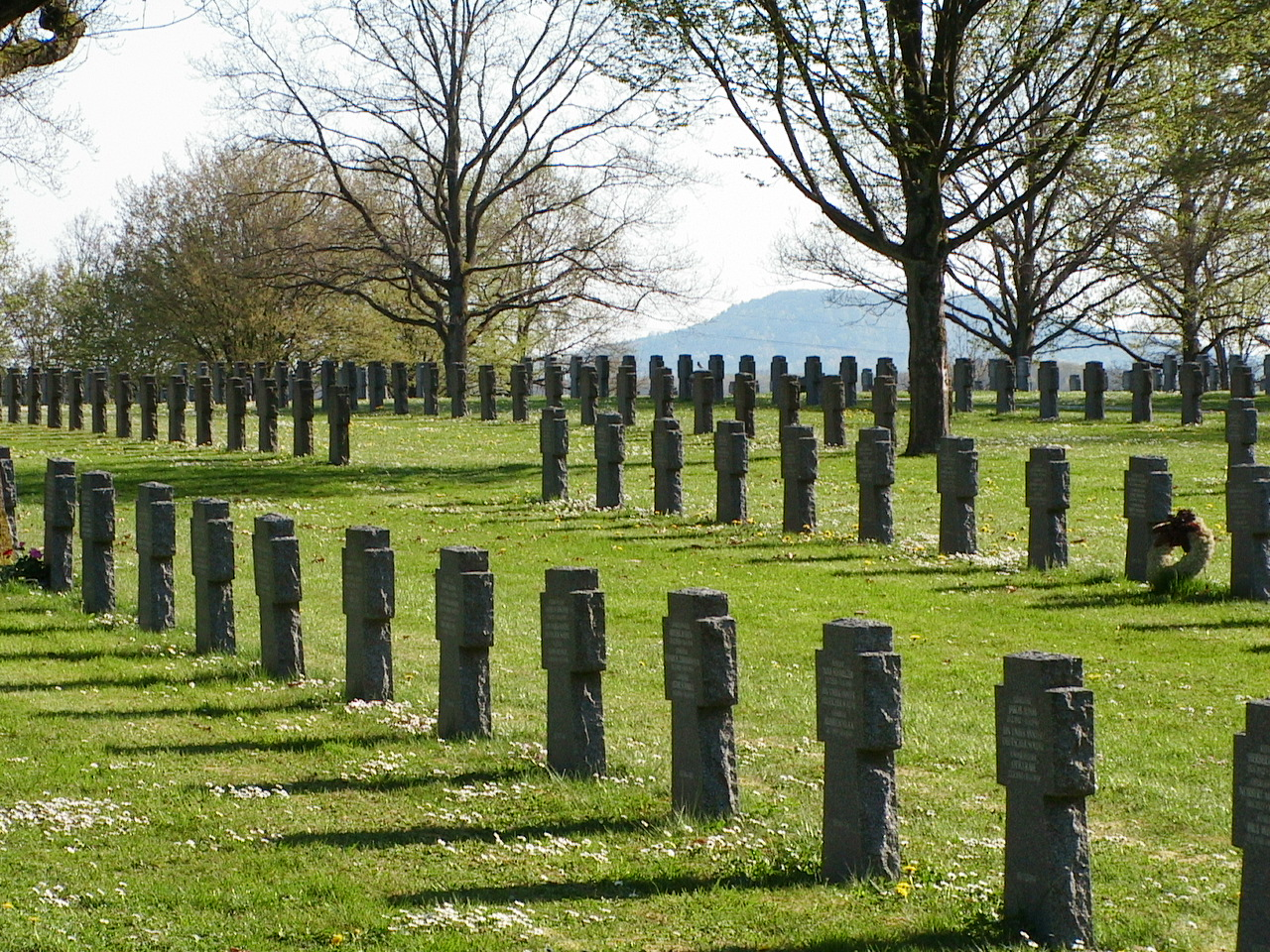
Cimetière militaire allemand d'Andilly

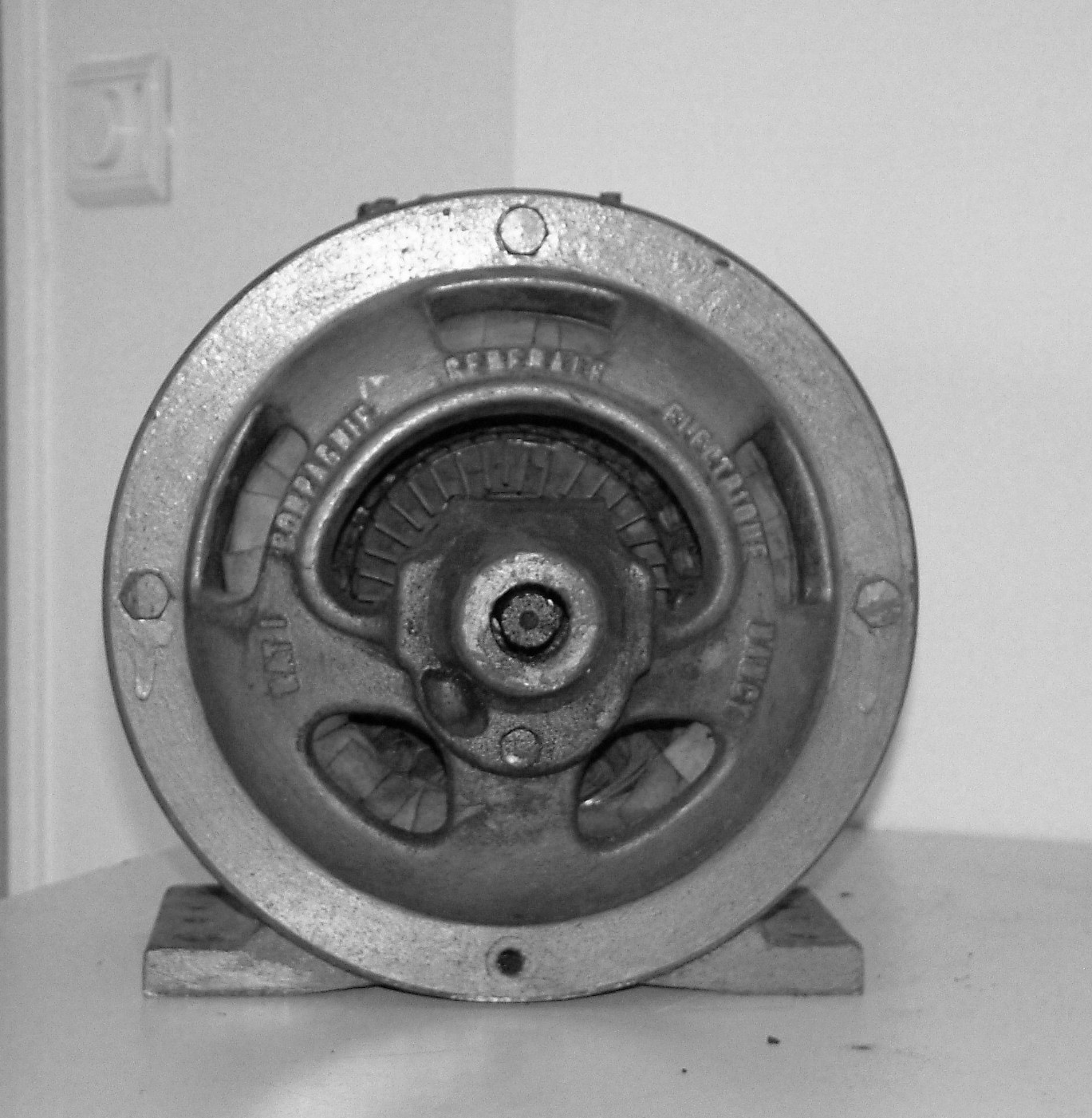
Moteur asynchrone à cage de la Compagnie Générale Electrique Nancy du 1er modèle.

- Début de la reconstruction de l'Abbaye des Prémontrés de Pont-à-Mousson.
- Fermeture de la mine de Jœuf [2].
- Bernard Consten et 	Jean Vinatier sur	Alfa Romeo Giulietta 1300, remportent le rallye de Lorraine[3].
- Ouverture de l'Unité pour malades difficiles du centre hospitalier spécialisé de Sarreguemines en Moselle.
- La CGE qui avait déposé son bilan en 1956, est rachetée par la société genevoise Société anonyme des ateliers de Sécheron[4], société Suisse dont le capital a longtemps été détenu par la société Brown, Boveri & Cie (BBC), aujourd'hui devenue ABB. La NCGEN a par conséquent bénéficié des technologies BBC.
- Jean Laurain fonde les Maisons de la Jeunesse et de la Culture en Moselle (MJC), avant de s’engager en politique.
- Victor Antoni publie : Grenzlandschicksal, Grenzlandtragik, destins du pays de la frontière, tragédie du pays de la frontière; le sous titre étant: Lebenserinnerungen und menschliche Betrachtungen eines Lothringers zu den politischen Irrungen und Wirrungen seiner Zeit, mémoires et considérations humaines d'un lorrain confronté aux erreurs et folies politiques de son temps[5].
- Tournage à Douaumont et à Verdun du film Les Sentiers de la gloire de Stanley Kubrick[6]
- Tournage à Domrémy-la-Pucelle du film Sainte Jeanne de Otto Preminger[7].

- 27 février : signature des accords franco-allemands sur la Sarre et la Moselle[8].
- Août 1957 : Christiane Lorrain est élue reine de la mirabelle[9]
- À partir de 1957, le Volksbund a commencé à rechercher et à regrouper à Andilly les corps des soldats allemands tombés à l'ouest de Metz et dans onze départements : Nièvre, Saône-et-Loire, Côte-d'Or, Haute-Marne, Jura, Doubs, Haute-Saône, Vosges, Territoire de Belfort, Meuse et Meurthe-et-Moselle, au cours du second conflit mondial. On trouvait dans les Vosges 2000 soldats allemand morts inconnus qui étaient transférés vers Andilly. C'est ainsi qu'avec 33 085 sépultures, la plus grande nécropole militaire allemande pour la Seconde Guerre Mondiale en France a été créée.

## Inscriptions ou classement aux titre des monuments historiques
- Château de Montaigu

## Naissances
- à Nancy : 

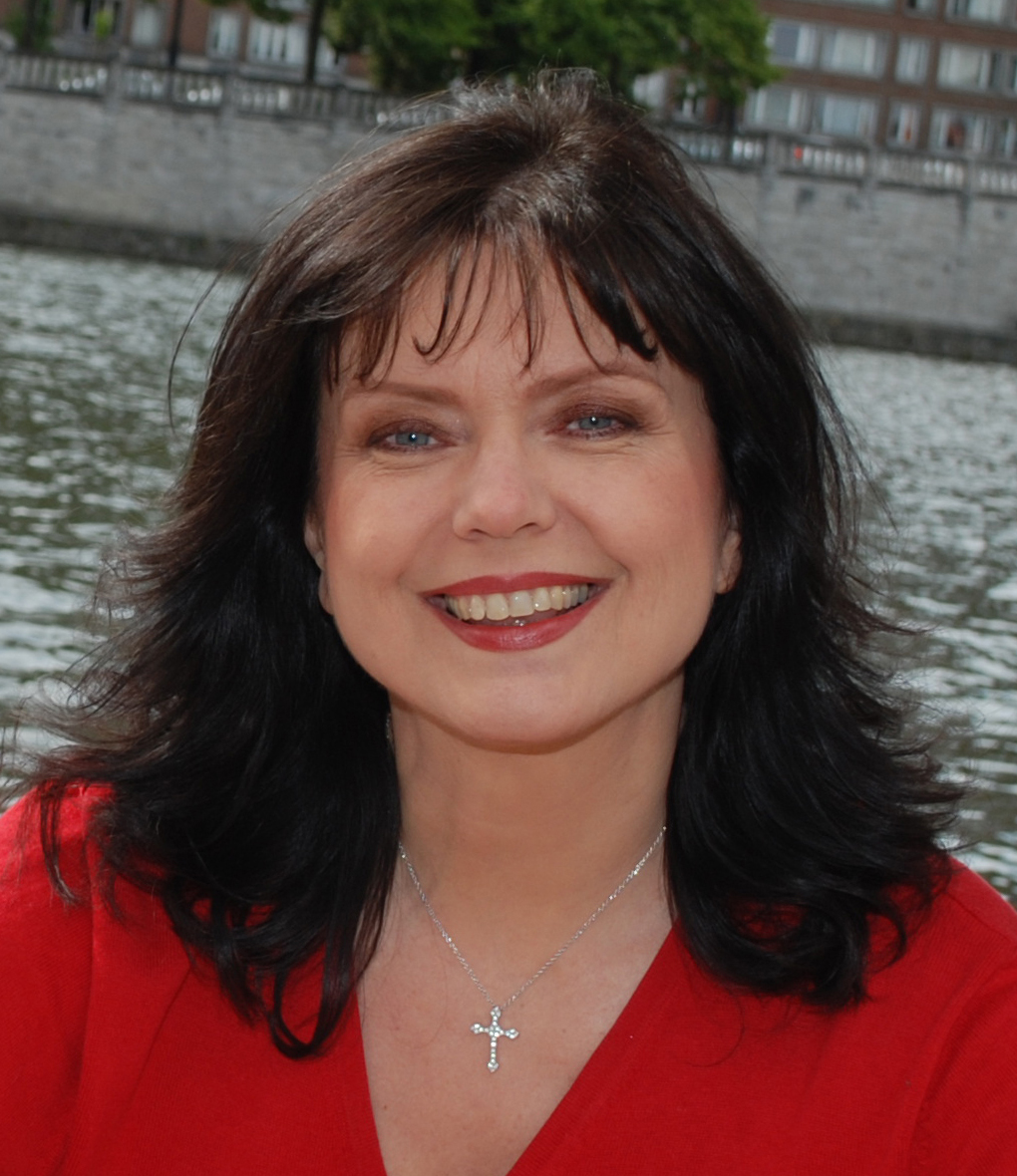
Marylène Bergmann sur les bords de Meuse à Namur.

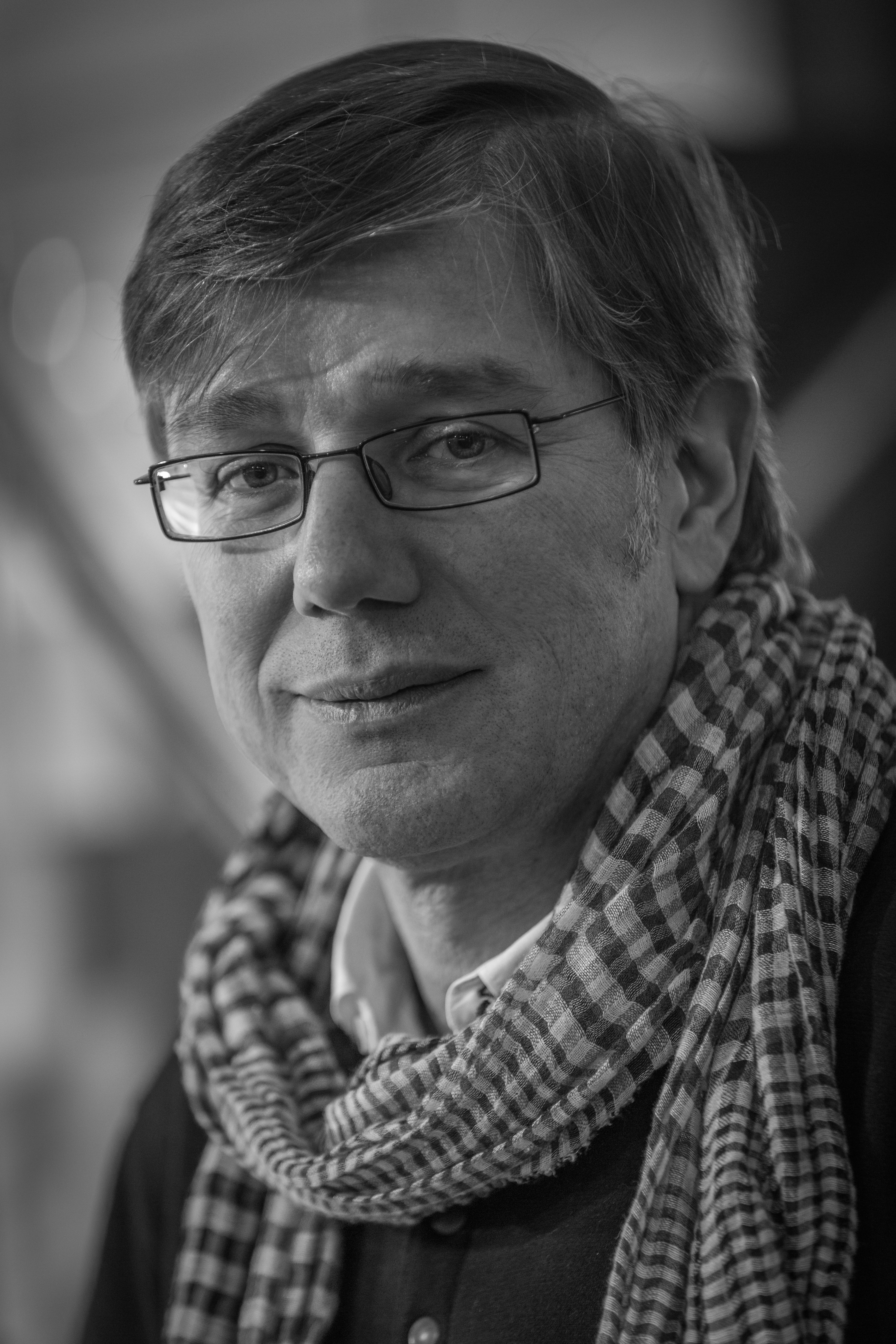
Jean Quatremer par Claude Truong-Ngoc - décembre

  - Sébastian Danchin est un écrivain et producteur de musique[10].
  - Bruno Delbonnel, directeur de la photographie français.
- Sonia "Sophie" Perin, mannequin français élue Miss Lorraine 1974 puis Miss France 1975. Elle est la 45e Miss France.
- 19 janvier à Saint-Mihiel : Michel Périn, copilote français de rallye automobile. Il s'illustre aussi bien en rallye « traditionnel » aux côtés de François Chatriot (de 1984 à 1992) ou encore de Patrick Magaud qu'en rallye-raid avec Pierre Lartigue,  Carlos Sainz, Nani Roma et Mikko Hirvonen. Il fait maintenant partie du Team Mini X-Raid.
- 27 janvier à Nancy : Didier Ottinger, conservateur de musée français, spécialiste de la peinture moderne et contemporaine[11].
- 14 février à Metz : Buzy, née Marie-Claire Girod, chanteuse française.
- 12 mars à Amnéville : Patrick Battiston, footballeur international français. Il joue au poste de libéro ou d'arrière latéral droit du début des années 1970 au début des années 1990.
- 22 mars à Nancy : Claude Deplanche, footballeur français occupant le poste de défenseur central et professionnel de 1974 à 1992. Il est ensuite conseiller financier à l'Union nationale des footballeurs professionnels.
- 29 mars à Gérardmer : Jean-Pierre Thomas, homme d'affaires et homme politique français,. Fondateur de Thomas Vendôme Investments en 2013, et ancien associé-gérant de la Banque Lazard de 1997 à 2013, c'est un spécialiste de l'économie russe.
- 1 mai à Verdun, en Lorraine : Marylène Bergmann, journaliste-présentatrice de télévision, qui a travaillé pour différentes chaînes : Télé-Luxembourg, RTL-Télévision, M6, RTL9, RTL-TVI et Mirabelle TV.
- 7 mai à Sarralbe : Marie-Jo Thiel, médecin et philosophe française.
- 11 mai à Algrange : Claude Bodziuch, footballeur français. Il évolue principalement au poste de milieu de terrain.
- 19 mai à Thionville : Philippe Collas ou Philippe Collas-Villedary, écrivain français. Il a écrit une quinzaine de romans et de biographies traduits dans une dizaine de langues.
- 21 mai à Épinal : Bruno Fontaine, pianiste français, chef d'orchestre, directeur musical, arrangeur et compositeur de musiques de films[12].
- 29 mai à Saint-Avold : Dorado Schmitt, guitariste gitan de jazz manouche. Il commence à jouer de la guitare à l’âge de sept ans. En 1978, il forme le Dorado Trio composé de Gino Reinhardt à la contrebasse et d’Hono Winterstein à la guitare rythmique.
- 1er juin à Villerupt : Gilles Benizio, acteur et humoriste français d'origine italienne, plus connu sous le nom de Dino du duo comique qu'il forme avec sa femme Corinne Benizio : Shirley et Dino.
- 4 juin à Longeville-lès-Metz : Laurence Lebeau épouse Monclar,, athlète française, spécialiste du 100 mètres haies.
- 5 juillet à Nancy : Philippe Tastet, illustrateur, caricaturiste dessinateur de presse français.
- 9 juillet à Villerupt : Philip Peignois, footballeur puis entraîneur français. Il occupait le poste de milieu défensif.
- 21 août à Giraumont (Meurthe-et-Moselle) : Bernard Zénier, footballeur international français, meilleur buteur du championnat de France en 1987, et international à cinq reprises. Il fut considéré comme un excellent joueur de club dans les années 70 et 80, un attaquant gaucher très efficace devant le but adverse.
- 23 août à Phalsbourg : Philippe Klein, Directeur Général Adjoint du groupe Renault.
- 17 septembre à Cornimont : Daniel Mougel[13], skieur alpin français.
- 30 septembre à Thionville : Dominique Sylvain, écrivaine française de romans policiers et de romans noirs.
- 5 octobre à Briey : Philippe Houvion, athlète français spécialiste du saut à la perche.
- 11 octobre à Épinal : Pierre Aussedat, acteur français.
- 14 octobre à Amnéville : Michel Ettorre, footballeur français.
- 15 octobre à Metz : Vincent Eblé,  homme politique français, membre du Parti socialiste.
- 24 octobre à Nancy : Martin Brisac (1957-2019), dirigeant de radio français, lié de 1987 à 2000 à Europe 1 Communication. Il fut notamment un des artisans du développement à l'international d'Europe 2 vers l'Europe centrale et orientale avec la création d'Europa Plus.
- 9 novembre à Uckange : Joël Guerriau, homme politique français; sénateur centriste de la Loire-Atlantique.
- 11 novembre à Épinal : Dominique Bortolotti, footballeur français.
- 27 novembre à Nancy : Jean Quatremer, journaliste français spécialisé dans les questions européennes. Il travaille notamment pour le quotidien français Libération, depuis 1984, mais il est également l'auteur de plusieurs ouvrages sur la politique de l'Union européenne et réalisateur de reportages sur le même thème.
- 19 décembre à Briey (Meurthe-et-Moselle) : Francis De Taddeo, footballeur français, devenu entraîneur et formateur.
- 30 décembre à Nancy : Patrick Gérard[14], est un haut fonctionnaire français. Conseiller d'État[15], professeur associé à l’université Paris Descartes (Paris V). Président du conseil d’administration de l’Institut national du patrimoine (INP), il est également associé-correspondant national de l’académie de Stanislas. Ancien professeur de droit public au Conservatoire national des arts et métiers (CNAM), il a été maire de Vincennes de 1996 à 2002 et recteur de l'académie de Paris de 2008 à 2012. Depuis 2017, il dirige l'École nationale d'administration.

## Décès
- 25 novembre à Metz : Alfred Krieger fut un résistant et une personnalité politique française né le 5 mars 1903 à Pfaffenhoffen (Bas-Rhin) .
- 1er décembre à Nancy : Camille Schmitt, né le 24 janvier 1876 à Sarreguemines, médecin et homme politique français. Élu conseiller général de Meurthe-et-Moselle en 1925, il est maire de Nancy de décembre 1933 à septembre 1944[16].